# 林鎮區 (密蘇里州錫達縣)
林鎮區（英語：Linn Township）是位於美國密蘇里州錫達縣的一個行政鎮區。

## 地方資料
林鎮區的面積為306.39平方千米，當中陸地面積為286.09平方千米，而水域面積為20.30平方千米。根據2020年美國人口普查的數據，當地共有人口3973人，而人口密度為每平方千米12.97人。